# Urbanus proteus
Urbanus proteus is een dagvlinder uit de familie Hesperiidae (dikkopjes). 

## Kenmerken
De vleugel varieert in lengte tussen de 45 en 60 millimeter en heeft aan de achtervleugels lange staarten. Ze hebben een eigenaardige dwarrelende vlucht. Aan de antennes bevinden zich knotsjes.

## Verspreiding en leefgebied
Het leefgebied spreidt zich uit van het zuidelijke deel van de VS via Midden-Amerika tot Zuid-Amerika. De vlinder vliegt in twee tot drie generaties per jaar.

## Voeding
Voedselplanten voor de volwassen vlinder zijn planten uit de geslachten Bougainvillea, Lantana en Scandix. 